# Juan Pablo Miño
Juan Pablo Miño (Rosario, 23 agosto 1987) è un calciatore argentino naturalizzato cileno, centrocampista del Brujas de Salamanca.